# Cornelia Lüddemann

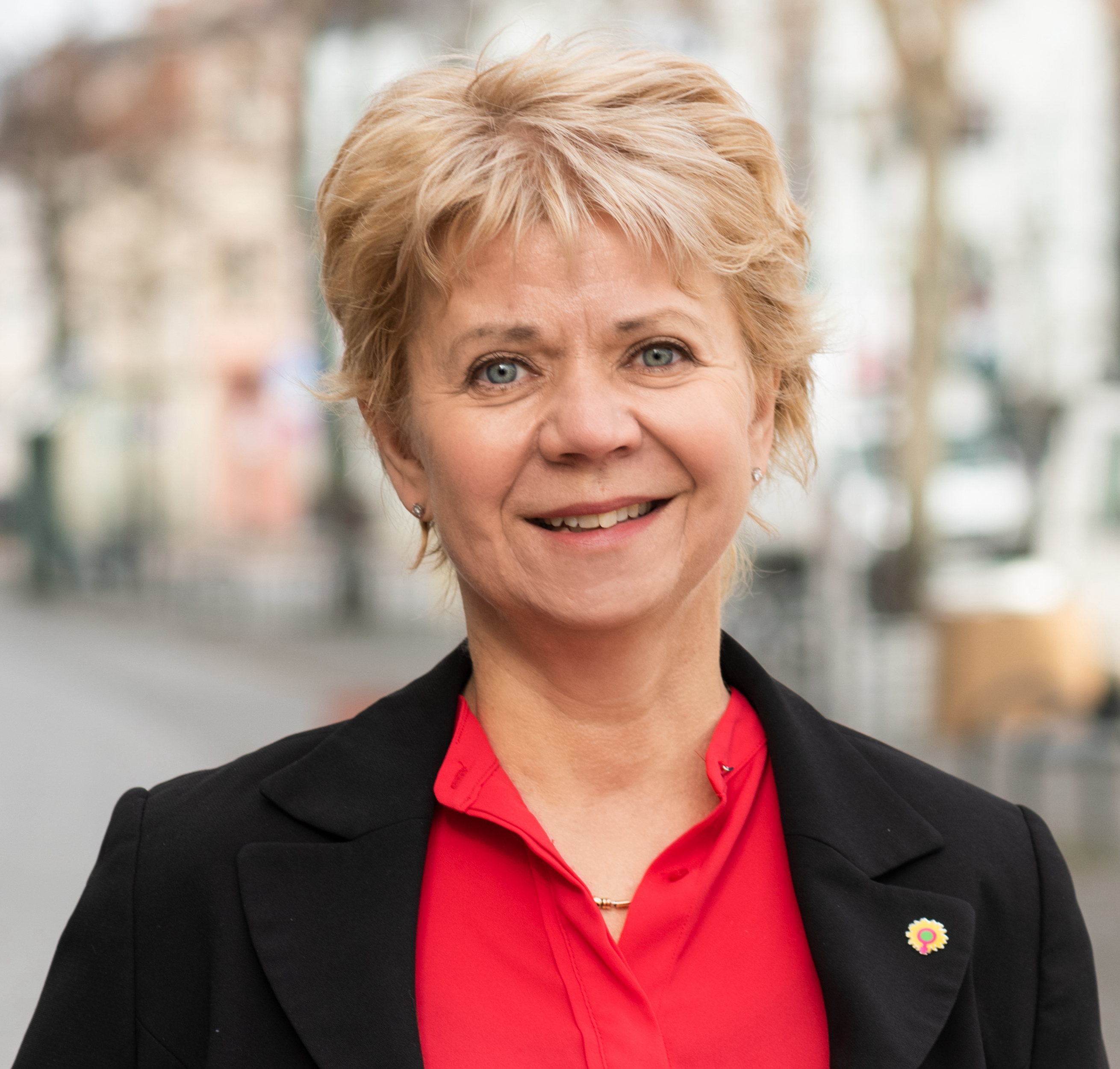
Cornelia Lüddemann (2021)

Cornelia „Conny“ Lüddemann (* 11. Mai 1968 in Dessau) ist eine deutsche Politikerin (Bündnis 90/Die Grünen) und Abgeordnete im Landtag von Sachsen-Anhalt. Seit 2016 ist sie Vorsitzende der Landtagsfraktion von Bündnis 90/Die Grünen in Sachsen-Anhalt. Bei der Landtagswahl in Sachsen-Anhalt 2021 war sie die Spitzenkandidatin der Grünen.

## Leben
Cornelia Lüddemann absolvierte nach ihrem Abitur 1986 in Dessau eine Ausbildung als Bibliotheksfacharbeiterin und war bis 1991 in diesem Beruf tätig. Von 1994 bis 2001 leitete sie das Wahlkreisbüro der Bundestagsabgeordneten Steffi Lemke. Nebenberuflich absolvierte sie ein Studium der Erziehungswissenschaft mit Schwerpunkt Soziale Arbeit an der Universität Halle-Wittenberg, das sie 1997 als Diplom-Pädagogin abschloss. Von 2001 bis 2010 war sie als Geschäftsführerin tätig für den Landesfrauenrat Sachsen-Anhalt e. V. Danach wechselte Lüddemann beruflich als Geschäftsführerin zur Bundesvereinigung soziokultureller Zentren e. V. nach Berlin und behielt diese Stelle bis zu ihrem hauptberuflichen Wechsel in die Politik.

## Politik
Lüddemann wuchs in einem politischen Umfeld als Katholikin in der DDR auf und engagierte sich 1989 im Neuen Forum. Sie trat 1992 in die Partei Bündnis 90/Die Grünen ein, war dort von 1997 bis 2001 Mitglied im Landesvorstand Sachsen-Anhalt und von 2000 bis 2006 im Kreisvorstand Dessau. Von Juli 2014 bis Anfang 2015 war sie Mitglied im Stadtrat Dessau-Roßlau. Von 2011 bis 2016 war sie Landesvorsitzende von Bündnis 90/Die Grünen in Sachsen-Anhalt und trat  wegen der Trennung von Amt und Mandat nicht wieder zur Wahl an.

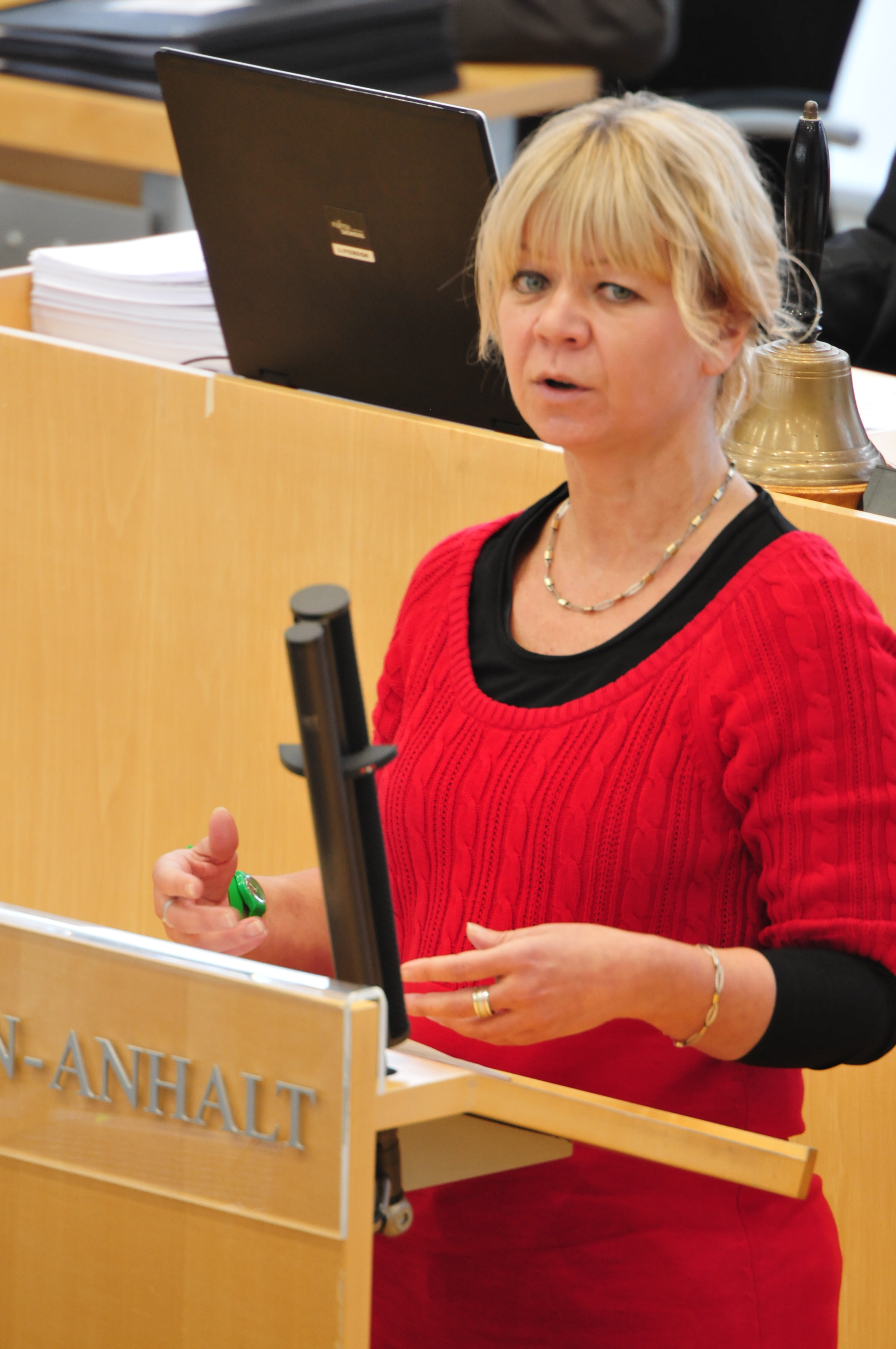
Cornelia Lüddemann im Landtag von Sachsen-Anhalt (2012)

Zur Landtagswahl 2011 trat Lüddemann im Wahlkreis Dessau-Roßlau-Wittenberg an und erlangte 6,7 % der Erststimmen. Bei der Landtagswahl 2016 erhielt sie als Direktkandidatin im Wahlkreis Dessau-Roßlau 6,1 % der Erststimmen und wurde über Platz 3 der Landesliste ihrer Partei in den Landtag gewählt. Seit April 2016 ist sie Fraktionsvorsitzende der Grünen im Landtag. Dort ist Lüddemann tätig im Ausschuss für Infrastruktur und Digitales sowie im Ältestenrat.
Auf dem Listenparteitag in Halle wurde sie mit 85,19 % der Stimmen zur Spitzenkandidatin der Grünen bei der Landtagswahl in Sachsen-Anhalt 2021 gewählt. Sie kandidierte erneut im Wahlkreis Dessau-Roßlau und zog über die Landesliste der Grünen in den Landtag ein.